# Isleton (Kalifornija)
Isleton je grad u američkoj saveznoj državi Kalifornija. Prema popisu stanovništva iz 2010. u njemu je živjelo 804 stanovnika.